# 覚恕
覚恕（かくじょ）は、日本の皇族。戦国時代の天台宗の僧。天台座主。父は後奈良天皇。母は壬生雅久の娘伊予局（三位局）、もしくは刑部卿和気親就の娘。
後世しばしば「覚恕親王」「覚恕法親王」と尊称されるが、実際には親王宣下を受けていない。正親町天皇の異母弟に当たるとされているが、実際には異母兄であるとみられる。

## 略歴
後柏原天皇の皇子知仁親王（後奈良天皇）の皇子として生まれる。大永5年（1525年）延暦寺の子院曼殊院門跡慈運を師として得度し、天文6年（1537年）慈運の死に伴い門跡と北野天満宮別当を相続。天文22年（1553年）常陸千妙寺から住持亮珎を招き、台密三昧流の灌頂を受けている。弘治3年（1557年）准三宮の宣下を受けて金蓮院准后と称された。永禄5年（1562年）伏見宮から青蓮院に入っていた尊朝法親王の得度で戒和上を務めている。元亀元年（1570年）第166世天台座主に補任。
元亀2年（1571年）9月12日、織田信長による比叡山焼討ちに遭遇した。織田氏と対立する朝倉氏の軍兵を公然と匿ったことが原因とされる。覚恕は事件5日前の9月7日に参内して朝廷に相談（内容は不明）を持ち掛けており、2日後の重陽の節句にも参加している。そのため事件当日は在京しており難を逃れたが、根本中堂以下全山が攻撃され、比叡山は焦土となった。これにより程なく天台座主辞意を表明しているが、依然座主として扱われた。元亀3年（1572年）三塔執行代が武田氏へ比叡山再興を要請しているが、この仲介を行っている。一説に信玄は身延山に延暦寺移転を計画したともいわれるが、いずれにしても叶うことはなかった。同年、覚恕の斡旋により信玄は権僧正に任じられている。
事件後は曼殊院に戻っていたようで、天正元年（1573年）朝廷内での行事に参列していることが窺える。同年末に発病し竹田定加の診療を受けるが、甲斐なく年明け早々に死去。門弟の青蓮院尊朝が天正12年（1584年）に補任されるまで天台座主は空位となった。比叡山の復興は信長の死後、尊朝や正親町天皇らの尽力により行われることになる。
青蓮院流の書をよくし、作に「真如堂供養弥陀表白」「金曼表白」がある。また和歌・連歌を好み、歌集に「覚恕百首」が残る。正親町天皇とは一貫して親しい関係であり、永禄年間には誠仁親王の手習を担当している。

## 覚恕が登場したテレビドラマ
- 『麒麟がくる』（2020年・NHK大河ドラマ　演：春風亭小朝）